# قلاجی
قلاجی، روستایی از توابع بخش کلاشی شهرستان جوانرود در استان کرمانشاه ایران است.

## جمعیت
این روستا در دهستان کلاشی قرار دارد و براساس سرشماری مرکز آمار ایران در سال 1395، جمعیت آن 625 نفر (148 خانوار) بوده‌است.
فهرست روستاهای تاوگوز:
مله رش
لاقلعه
بانی لوان
دولتا